# Los Saleros
Los Saleros son el remanente de una antigua laguna situada al norte del término municipal de Villena (Alicante), en la partida de Las Chozas. Fue desecada mediante la acequia del Rey en 1803, a la misma vez que la laguna de Villena, ya que sus aguas, muy salobres, perjudicaban la salud pública. Estas salinas recibían antiguamente el nombre de El Angostillo y eran propiedad del concejo de la ciudad, como aparecen citados en la Relación enviada a Felipe II en 1575:

En el termino de Villena ay dos sitios de salinas que en ellos se fabrica sal de agua sacada a mano de pozos, que las unas se llaman las del Cabeço Polvogad, y las otras las de el Angostillo. Ay una laguna de media legua de largo en medio de las dos, rasa, que no produze yerba. Estas del Angostillo eran propio de la çiudad Villena por merçed que tiene de los muy altos e poderosos señores Reyes Católicos [...] y vuesa magestad real fue servido de las tomar e encorporar en su rreal corona.

En la actualidad forman dos grupos, llamados Salero Nuevo de la Fortuna y Salero Viejo de la Redonda. Sus aguas se aprovechan para recuperar la sal que llevan.